# Кадет (фільм)
«Кадет» (рос. «Кадет») — білоруський художній фільм 2009 року режисера Віталія Дудіна.

## Сюжет
Перше повоєнне літо в Західній Білорусі. Курсант суворівського училища Денис Мешко приїжджає на канікули в село, в якому тільки но сталося вбивство першого голови — дядька Дениса. Селяни підозрюють місцевого жителя Мечислава Хабенка. Курсант вирішує помститися за смерть близької йому людини.

## У ролях
- Андрій Сенькін
- Поліна Сиркіна
- Руслан Чернецький
- Галина Кухальская
- Тетяна Гаркуша
- Олександр Суцковер
- Олег Ткачов
- Сергій Кабанов
- Наталія Горбатенко
- Світлана Кожем'якіна
- Геннадій Гарбук
- Олег Корчик
- Олександр Ткачёнок
- Микита Самодралов
- Олексій Дозморов

## Творча група
- Сценарій: Валентина Бельке, Євген Амельченко, Анатолій Жук
- Режисер: Віталій Дудін
- Оператор: Дмитро Рудь
- Композитор: Володимир Кондрусевич